# 学徒出陣

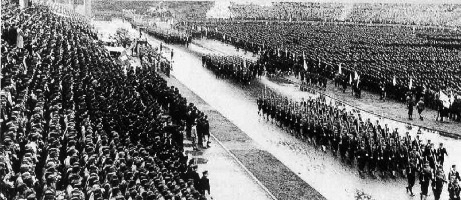
出陣学徒壮行会（1943年10月21日）

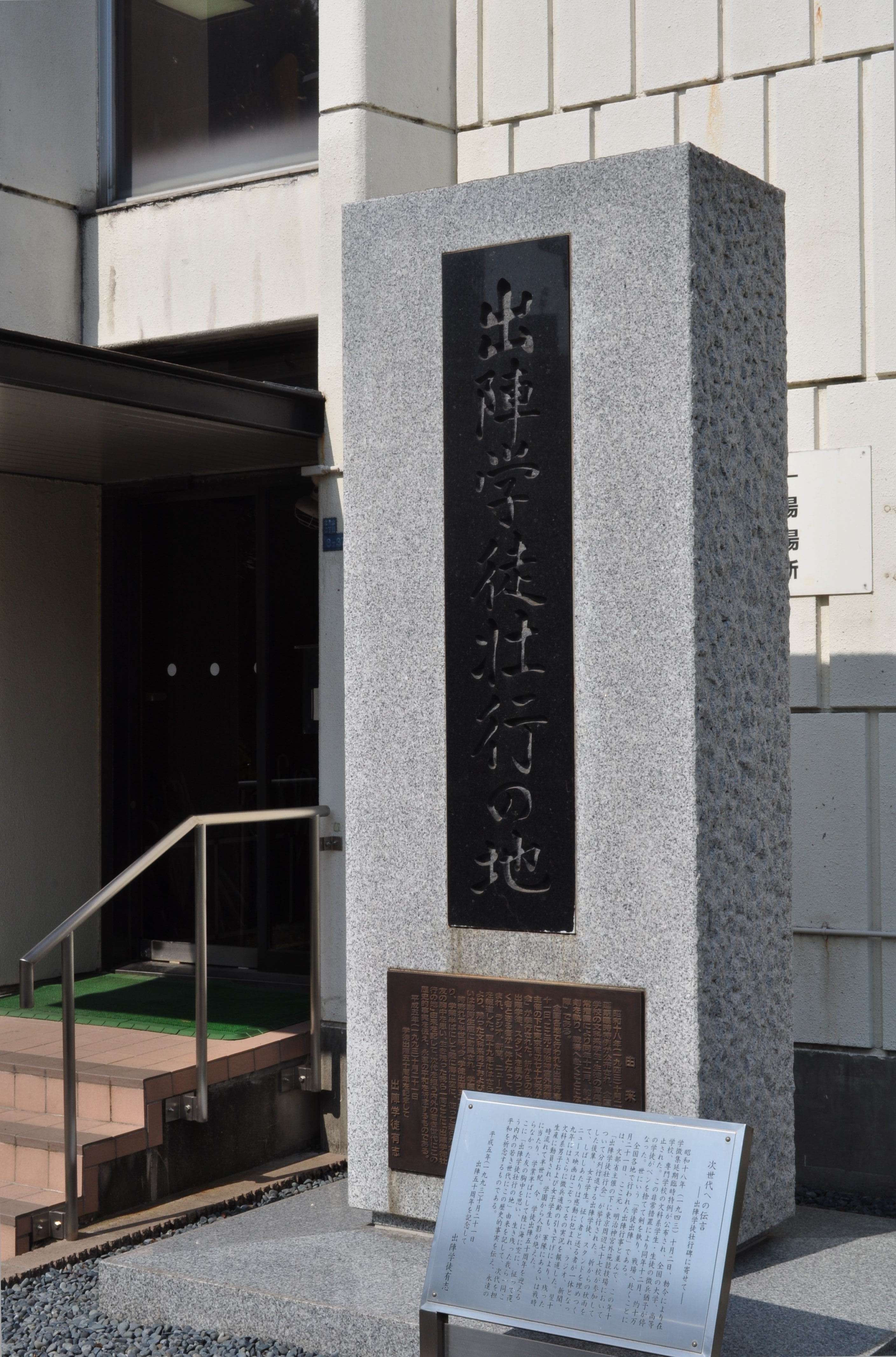
秩父宮ラグビー場敷地内にある「出陣学徒壮行の地」の碑（2018年2月24日撮影）

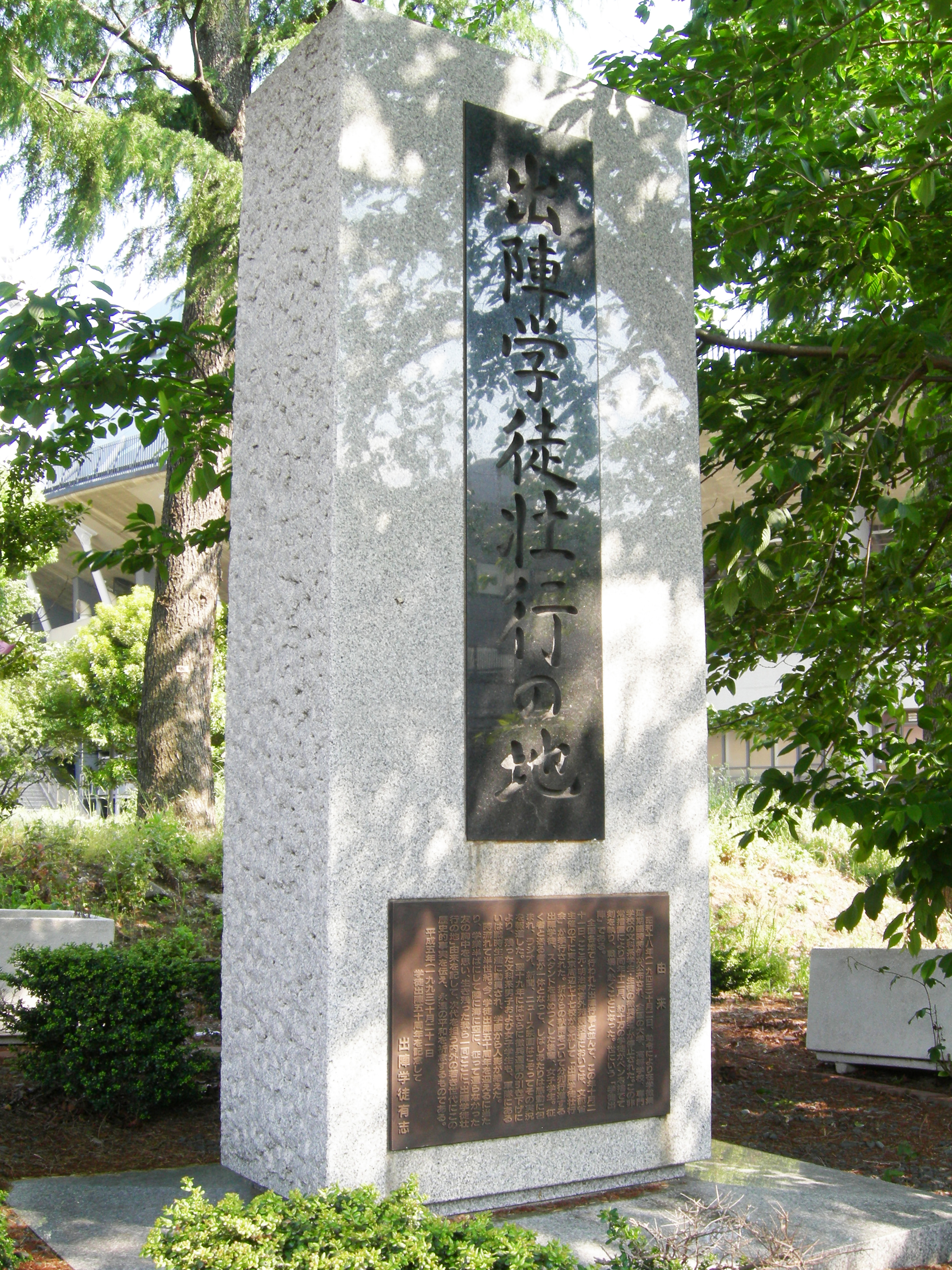
国立霞ヶ丘陸上競技場にあった『出陣学徒壮行の地』碑（マラソンゲート入口付近）2014年5月撮影
※同年、秩父宮ラグビー場に一旦移設された

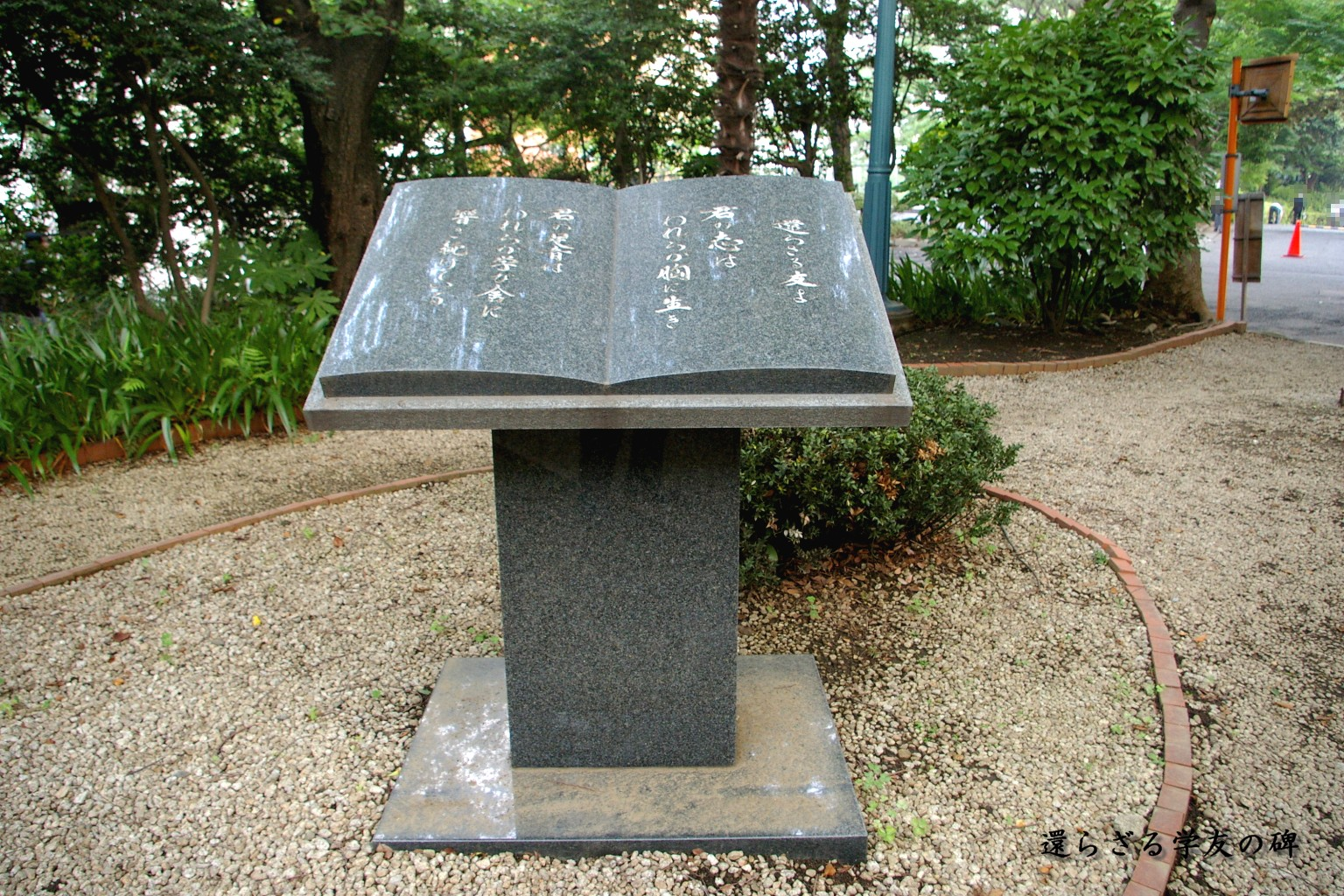
還らざる学友の碑
慶應義塾大学

学徒出陣（がくとしゅつじん、旧字体：學徒出陣）とは、第二次世界大戦終盤の1943年（昭和18年）に兵力不足を補うため、高等教育機関に在籍する20歳（1944年10月以降は19歳）以上の文科系〈および農学部農業経済学科などの一部の理系学部の〉学生を在学途中で徴兵し出征させたことである。学徒動員とも表記される。
日本国内の学生だけでなく、当時日本の統治下だった台湾や朝鮮、満洲国や日本軍占領地、日系二世の学生も対象にされた。

## 概要
日本は1937年（昭和12年）以来、当初は日中戦争（支那事変）、続いて1941年（昭和16年）からは太平洋戦争（大東亜戦争）を続けていた。特にアジア・太平洋地域に及ぶ広大な戦線の維持や1942年（昭和17年）以降の戦局悪化で戦死者数が増加したため、次第に兵力不足が顕著になっていった。
従来、兵役法などの規定により大学・高等学校・専門学校（いずれも旧制）などの学生は26歳まで徴兵を猶予されていた。しかし兵力不足を補うため、次第に徴兵猶予の対象は狭くされていった。
一方で1938年（昭和13年）2月15日には、東京都下の繁華街でカフェー、バー、喫茶店への手入れが行われ、約2000人の学生が検挙される出来事もあった。戦地で兵士が次々と命を落としている中で、
授業に出席すらしていない学生もいたことも世論の批判の対象となり、末次信正内務大臣が徴兵猶予の見直しに言及するなど学生への風当たりは、戦時色とともに強まりを見せていた。
まず1941年（昭和16年）10月、大学、専門学校などの修業年限を3ヶ月短縮することを定め、同年の卒業生を対象に12月臨時徴兵検査を実施して、合格者を翌1942年（昭和17年）2月に入隊させた。同年、さらに予科と高等学校も対象として修業年限を6ヶ月間短縮し、9月卒業、10月入隊の措置をとった。
そして、さらなる戦局悪化により翌1943年（昭和18年）10月1日、当時の東條内閣は「在学徴集延期臨時特例」（昭和18年勅令第755号）を公布した。これは、理工系と教員養成系を除く文科系の高等教育諸学校の在学生の徴兵延期措置を撤廃するものである。この特例の公布・施行と同時に「昭和十八年臨時徴兵検査規則」（昭和18年陸軍省令第40号）が定められ、同年10月と11月に徴兵検査を実施し丙種合格者（開放性結核患者を除く）までを12月に入隊させることとした。
この第1回学徒兵入隊を前にした1943年（昭和18年）10月21日、東京の明治神宮外苑競技場では文部省学校報国団本部の主催による出陣学徒壮行会が開かれ、東條英機首相、岡部長景文相らの出席のもと関東地方の入隊学生を中心に7万人が集まった。出陣学徒壮行会は、各地でも開かれた。翌年の第2回出陣以降は行われなかった。
学徒出陣によって陸海軍に入隊することになった多くの学生は、高学歴者であるという理由から、陸軍の幹部候補生・特別操縦見習士官・特別甲種幹部候補生や、海軍の予備学生・予備生徒として、不足していた野戦指揮官クラスの下級将校や下士官の充足にあてられた。配属先には親の地位などで一定の配慮があり、中井英夫（中井猛之進の息子）は参謀本部で勤務していたなど、内地で事務員となった者もいる。
1943年（昭和18年）10月には「教育ニ関スル戦時非常措置方策」が閣議決定され、文科系の高等教育諸学校の縮小と理科系への転換、在学入隊者の卒業資格の特例なども定められた。さらに翌1944年（昭和19年）10月には徴兵適齢が20歳から19歳に引き下げられた。

## 対象
1943年（昭和18年）の徴兵対象者拡大の際、学徒出陣の対象となったのは主に帝国大学令および大学令による大学（旧制大学）・高等学校令による高等学校（旧制高等学校）・専門学校令による専門学校（旧制専門学校）などの高等教育機関に在籍する文科系学生であった。彼らは各学校に籍を置いたまま休学とされ、徴兵検査を受け入隊した。
これに対して理科系学生は兵器開発など、戦争継続に不可欠として徴兵猶予が継続され、陸軍・海軍の研究所などに勤労動員された。ただし、農学部の一部学科（農業経済学科や農学科）の学生には、他の理科系学生のような徴兵猶予（召集延期）が存在しなかったことが語られている。
また、教員養成系学校（師範学校）の理系学科（数学、理科）に在籍する者も猶予の制度が継続された。

### 朝鮮、台湾
1943年10月20日、陸軍省令第48号「陸軍特別志願兵臨時採用規則」が公布され、朝鮮人・台湾人学生を対象として特別志願兵が募集された。表向きは志願兵であったが、文部省は、各大学に、志願しない学生に対する休学・退学措置を命じた。
このうち朝鮮人の学生たちは、4,300人以上と言われている。

## 出陣学徒壮行会
第1回は東京・台北同時開催。国外、その他国内地方でも開催された。1943年11月以降は開催されていない。出陣学徒の人数は伏せられた。

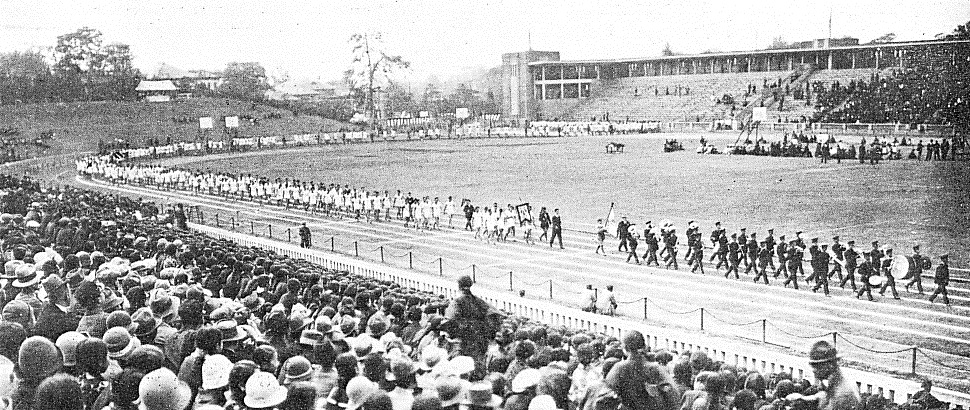
神宮外苑競技場

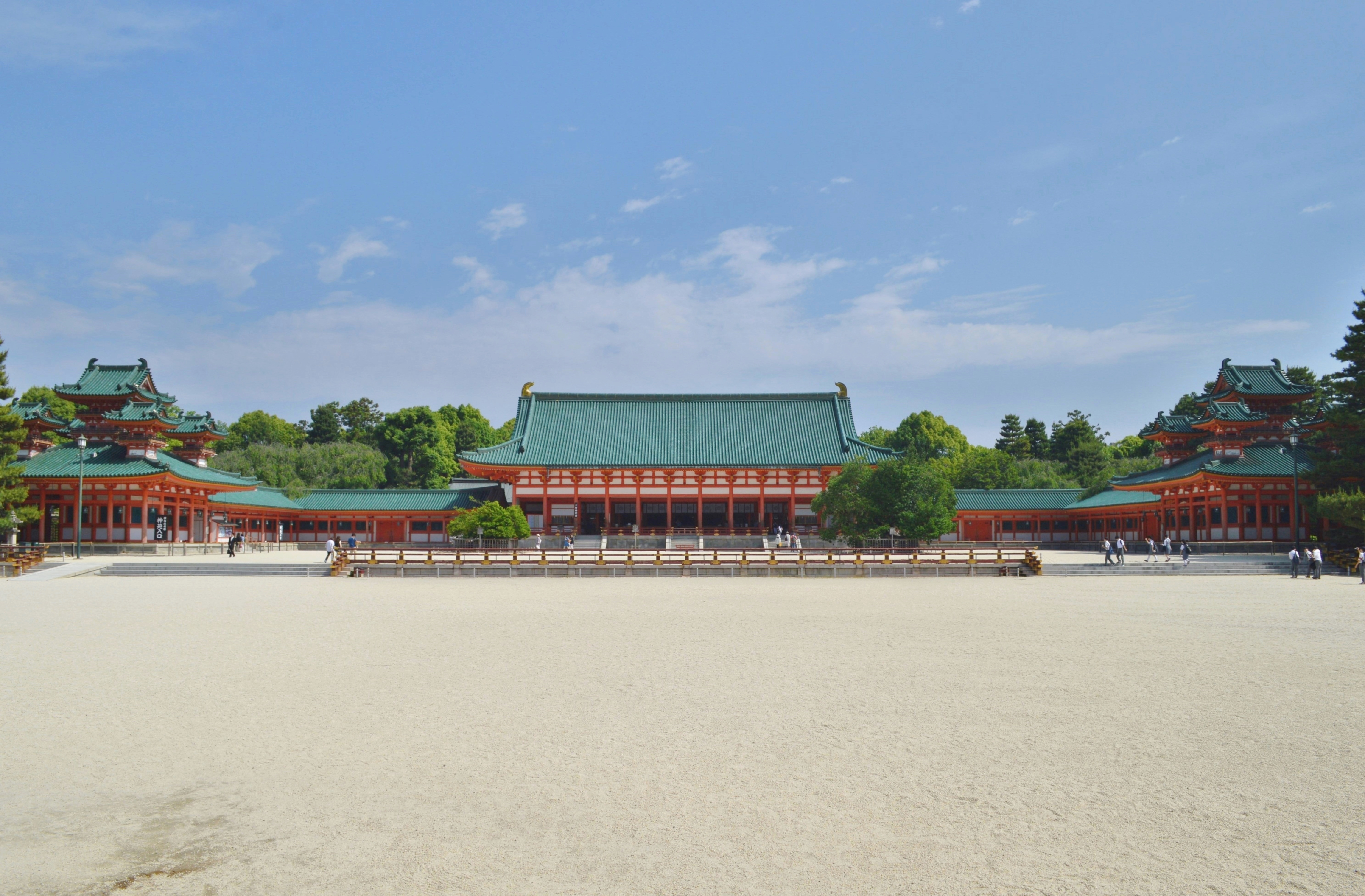
平安神宮

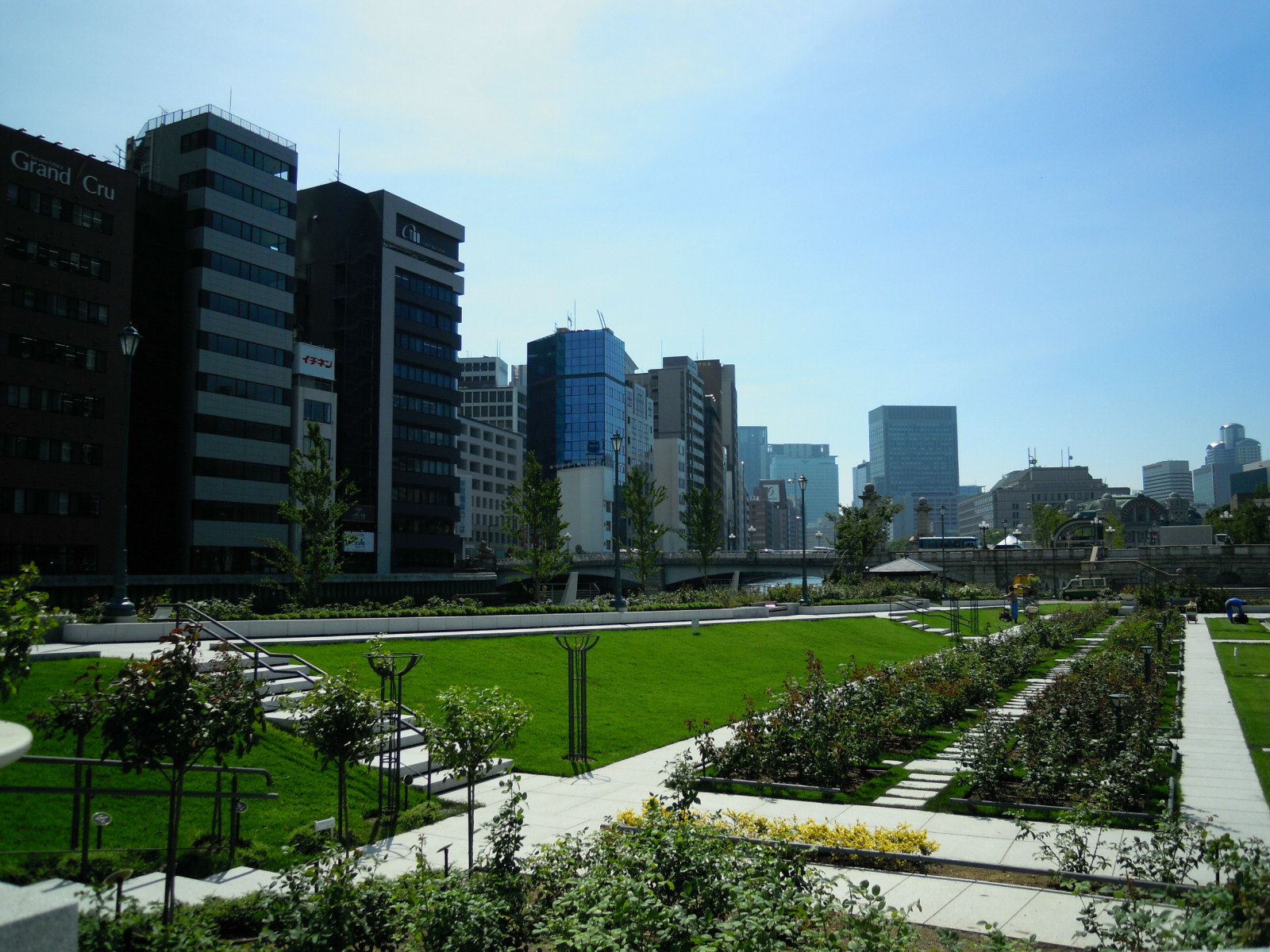
中之島公園

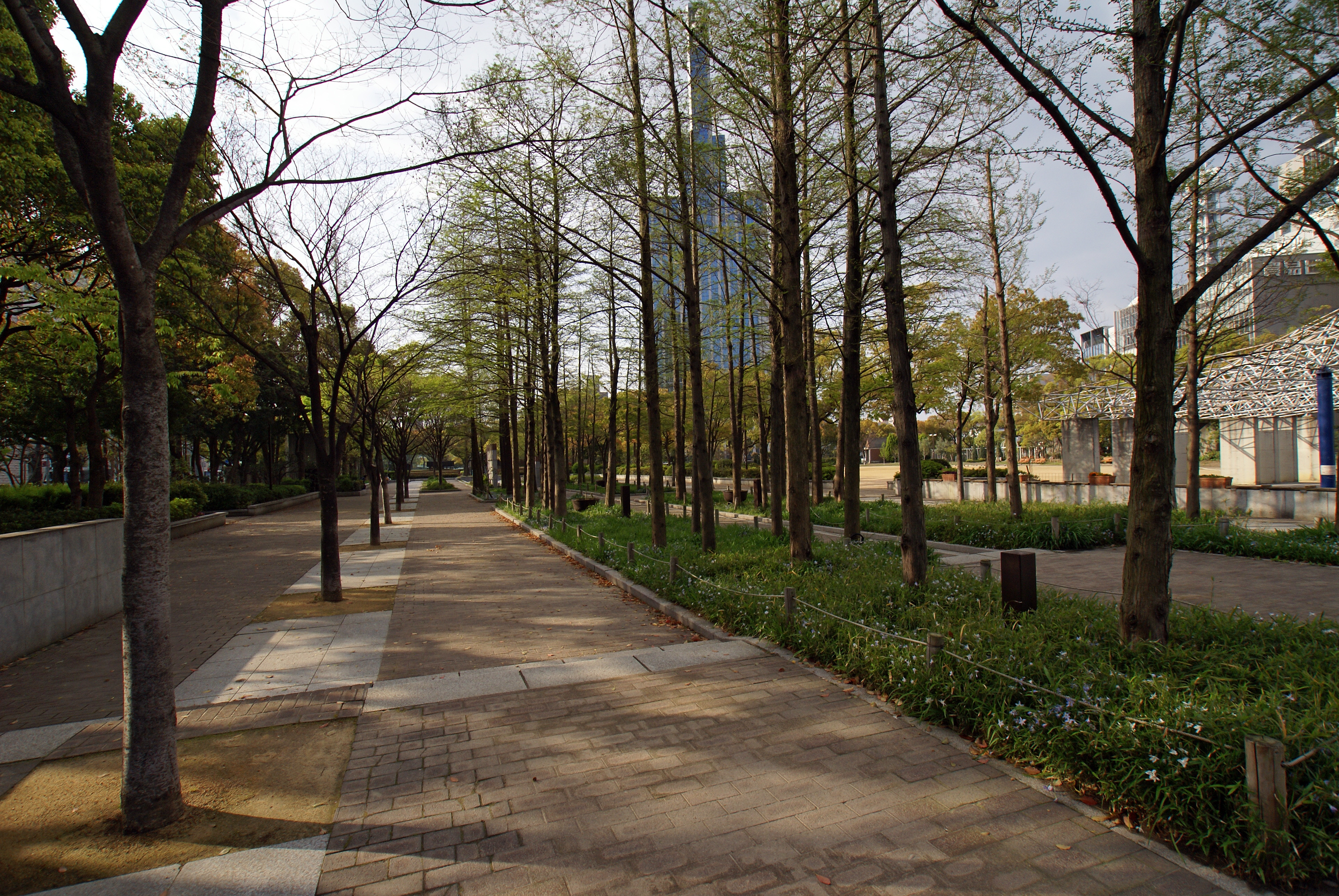
神戸東遊園地

- 「出陣学徒壮行会」 場所：東京（明治神宮外苑競技場）

1943年10月21日
- 「出陣学徒壮行会」 場所：台北（台湾）

1943年10月21日
- 「出陣学徒壮行会」 場所：京城（朝鮮）

1943年10月30日
- 「満州国出陣学徒壮行式」 場所：新京、ハルビン、奉天、大連（満州国）

1943年11月3日
- 「二世出陣学徒壮行会」 場所：東京

1943年11月14日
- 「出陣学徒壮行会ならびに分列行進」 場所：大阪（中之島公園）

1943年11月16日
- 「関東北地方学徒壮行会」 場所：仙台

1943年11月18日
- 「出陣学徒壮行会」 場所：神戸（東遊園地）

1943年11月19日
- 「東海地区学徒聯合演習及び出陣学徒壮行式」 場所：名古屋

1943年11月21・22日
- 「出陣学徒武運長久祈願祭並びに壮行会」 場所：京都（平安神宮）

1943年11月21日
- 「学徒出陣壮行式」 場所：上海（中国）

1943年11月27日
- 「出陣壮行式」 場所：札幌

1943年11月28日

## 学徒出陣の実施
1943年（昭和18年）10月21日、東京都四谷区の明治神宮外苑競技場で「出陣学徒壮行会」が文部省主催、陸海軍省等の後援で実施された。壮行会の様子は社団法人日本放送協会（NHK）が2時間半にわたり実況中継（アナウンサー：志村正順）を行い（外部リンク参照）、また映画「学徒出陣」が製作されるなど、劇場化され軍部の民衆扇動に使われた。秋の強い雨の中、観客席で見守る多くの人々（引き続き徴兵猶予された理工系学部生、中等学校（旧制）生徒、女学徒などが計96校、約5万名が学校ごとに集められた）の前で東京都・神奈川県・千葉県・埼玉県の各大学・高校・専門学校からの出陣学徒（東京帝国大学以下計77校）の入場行進（行進曲：観兵式分列行進曲「扶桑歌」 奏楽：陸軍戸山学校軍楽隊）、宮城（皇居）遙拝、岡部長景文部大臣による開戦詔書の奉読、東條英機首相による訓辞、東京帝国大学文学部学生の江橋慎四郎による答辞、「海行かば」の斉唱、などが行われ、最後に競技場から宮城まで行進して終わったとされる。出陣学徒は学校ごとに大隊を編成し、大隊名を記した小旗の付いた学校旗を掲げ、学生帽・学生服に巻脚絆をした姿で小銃を担い列した。
壮行会を終えた学生は徴兵検査を受け、1943年（昭和18年）12月に陸軍へ入営あるいは海軍へ入団した。入営時に幹部候補生試験などを受け将校・士官として出征した者が多かったが、戦況が悪化する中でしばしば玉砕や沈没などによる全滅も起こった激戦地に配属されたり、慢性化した兵站・補給不足から生まれる栄養失調や疫病などで大量の戦死者を出した。1944年（昭和19年）末から1945年（昭和20年）8月15日の敗戦にかけて、戦局が悪化してくると特別攻撃隊に配属され戦死する学徒兵も多数現れた。

## 出征した対象者の総数

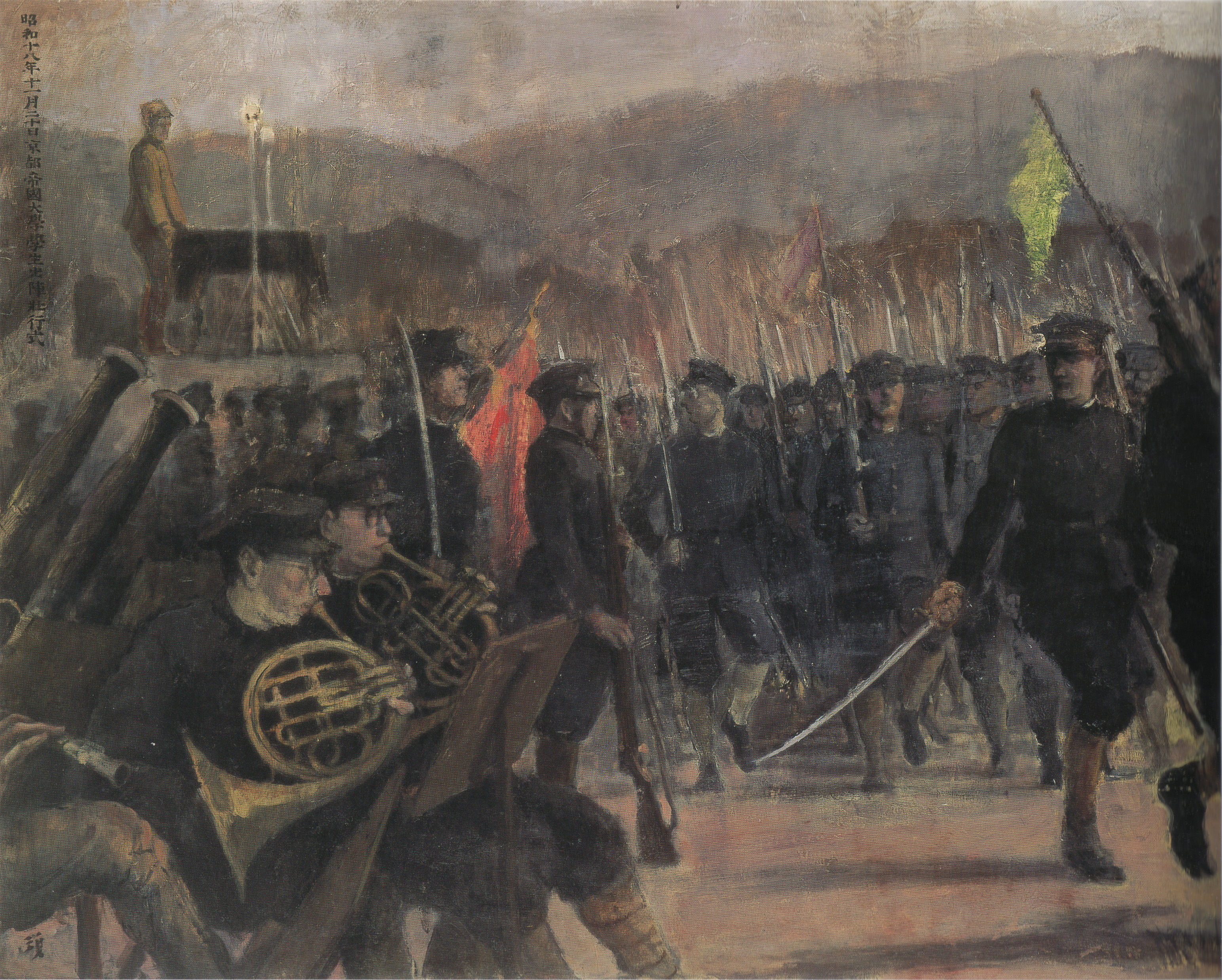
学徒出陣壮行の図
（京都帝大、須田国太郎）

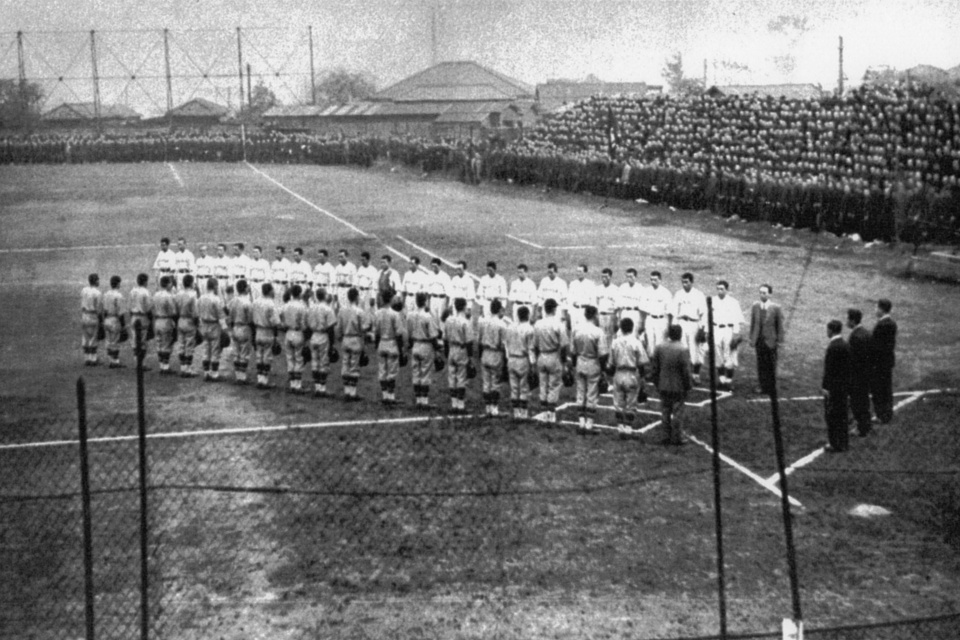
出陣学徒壮行早慶戦

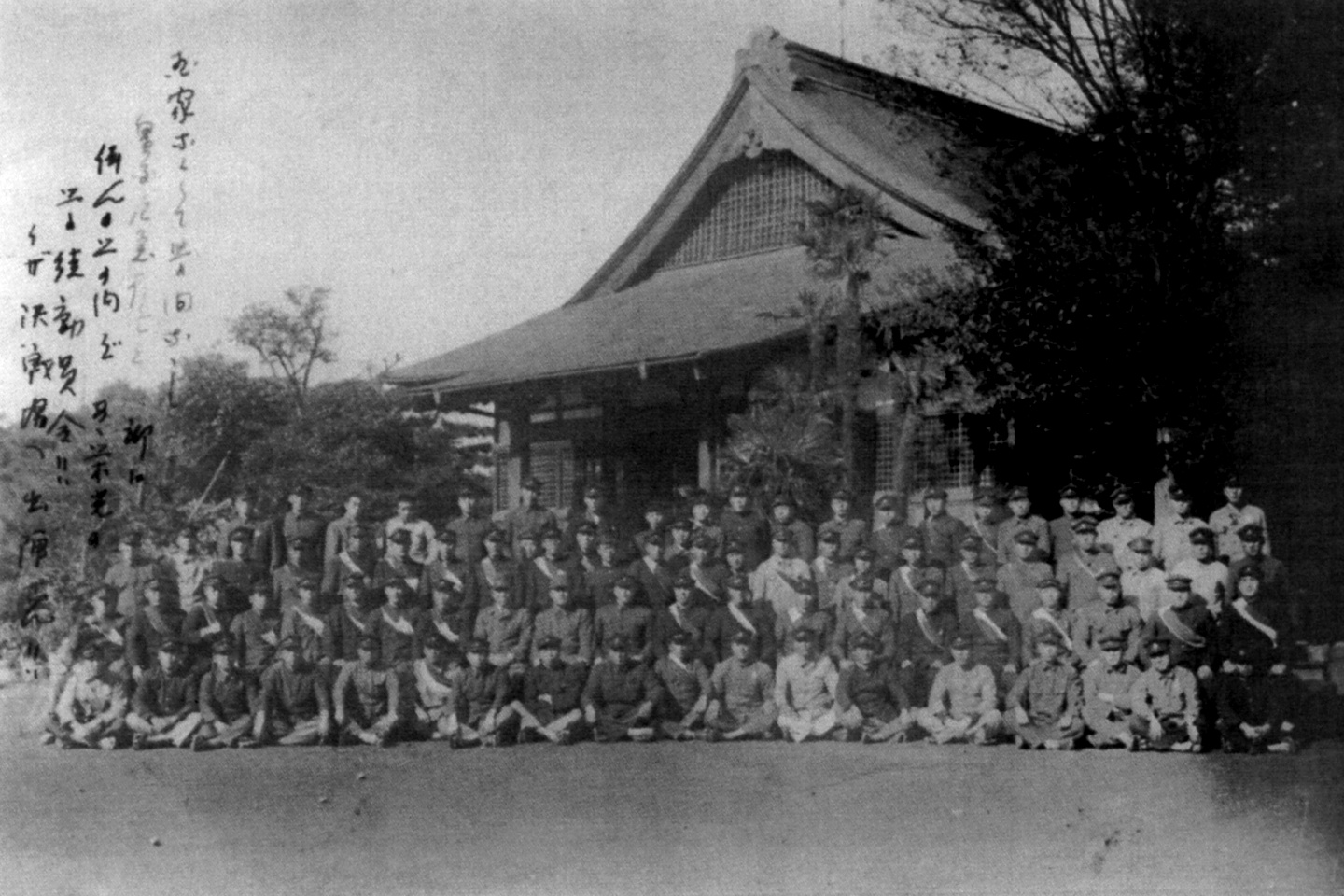
国士舘専門学校の学徒出陣

全国で学徒兵として出征した対象者の総数は日本政府による公式の数字が発表されておらず、大学や専門学校の資料も戦災や戦後の学制改革によって失われた例があるため、未だに不明な点が多い。
出征者は約10万人という説もあるが推定の域を出ず、死者数に関しても正確な数は分かっていない。
ただし、当時の文部省の資料によれば、当時の高等教育機関就学率（大学・専門学校・旧制高等学校などの総計）は5%以下であり、さらに理工系学生は引き続き徴兵猶予されたため学徒兵の実数は決して多くなかった。その前段階ともいえる旧制中等教育学校でさえも進学率は13%前後に過ぎず、特に、中学入学者についてみると進学率は8%くらいだった。昭和18年2月現在での『文部省年報』によると、大学生（予科を含めて）が103,579名、旧制高等学校生が28,491名、旧制専門学校生が16,373名とし、総数290,443名（内女子が31,944名）となっているという。蜷川壽惠『学徒出陣 戦争と青春』1998年、吉川弘文館によると、この年報と大学側の資料を照らし合わせて算出すると、昭和18年12月時点で受験者数は旧制大学で49,061名、旧制高等専門学校で34,491名、旧制高等学校で4,587名、大学予科で5,330名、合計42,400名に対し入隊者数推計が旧制大学で28,877名、専門学校で13,516名、旧制高校で1,593名、大学予科で3,895名で合計19,005名とし、うち陸軍3万3千6百2名、海軍が1万4千2百8十名としている。なお、同書によると実際は理科系と師範学校理系学生でも入営の延期年限超過等により入隊を余儀なくされ、こうした学生は東大で68名、全体推計で374名を推定し、内地人で按分すると1,000人ほどになるという。
在籍者数などについては『東大資料室ニュース』1994年3月31日 12号「沿革史」では、当時東北帝国大学で1943年入学者数851名の内、法文科学生数入学者数が375名、東京帝国大学が1943年12月31日時点での在籍者数9711名で休学者を除くと6623名、うち入営での休学者が2884名、九州帝国大学で1943年12月2日時点で法文学部入学者数が336名、そのうち残留しえる者が111名（法56名、経47名、文8名）、同年12月15日提出「臨時徴兵―調書」で法文学生の実態は受験者724名で未通者126名、既検査済者134名で半島出身者が9名、留学生と女子学生は7名、合計100名と割り出している。京都帝国大学では1943年の臨時徴兵検査で残留者が法学部で約19%、文学部で約30%、経済学部で約30%で、文系学生の約8割が入隊し、在学生は3分の1であったとしている。なお京城帝国大学で1943年11月5日時点では陸軍特別志願兵志願者数は8名としている。日本図書センター刊『写真記録 日本学生の歴史』では、戦時中師範学校を含めて旧制高等教育機関の男女学生総数は約28万人としており、このうち18万人が理工系学生も含めて軍属産業を中心とする工場や農村で働いたとされる。
総数を算出する試みが各種資料で見られる。前述の『東大資料室ニュース』では日中戦動発後の事実上の学徒動員で戦没者を早稲田大学生が4,136名、慶應大学生が2,225名としている。北影雄幸『六大学徒 出陣の特攻』2011年 勉強出版では、神風特攻で士官戦没者が769名、内、学徒予備士官者が653名になっているとし、学徒軍籍であったのが終戦までに約30万人、飛行予備学生戦没者が2,454名としている。陸軍入営学徒が80,931名、海軍のそれが17,900名で総計98,838名で当時理工科の学生数が33,566名であったとしている。同書ではここから初年度の昭和18年12月時点での算出を試み、海軍予備学生第13期が約9,800名、特別操縦見習士官が約2,500名であるため、割合等から1,607名が戦没とみている。
蜷川の前掲書によると東大と東京商大の学生について試みており、それによると東大生が入隊時2,884名で戦没者が279名、東京商大が入隊数821名で戦没者数が75名で全体の約9%、全体推定数は約4,600名程度とみている。全入隊が55万名とみており、そこから飛行科、兵科、主計科、予備生と教官（士官に進んだ者であるが一般兵、下士官の区分は不明）で合計卒業者数を10,527名、そこから戦没が約9%になる990人とみている。

## 戦後の困難
1945年（昭和20年）9月2日に日本が降伏文書に調印し日本軍が武装解除されると、海外・外地各地（内地である沖縄・奄美・樺太・千島を含む）からの復員が開始された。しかし満洲国駐留の関東軍や樺太・千島方面の第5方面軍などに配属されていた学徒兵は、ソビエト連邦の対日参戦によるシベリア抑留を受け、復員ができずに死亡する者も出た。
また学徒兵は前述のように学歴を活かし陸軍幹部候補生や海軍予備学生などを志願し下士官以上の階級となった者が多く、日本軍が行った捕虜の虐待や処刑などの残虐行為について現場責任者として告発される例が生じた。BC級戦犯裁判で死刑が宣告され、帰還後に日本であるいは降伏した現地で命を落とす学徒兵もあった。

## 帰国後の活躍
このような戦中・戦後の死線をくぐり、日本に帰還した学徒兵は多くが元の学校に復学し卒業した後は戦後日本の復興や発展の牽引役となった者も現れた。答辞を読んだ江橋慎四郎は出陣後、航空整備兵として内地で陸軍に所属して無事生還し、後に東京大学教育学部教授や鹿屋体育大学学長になった。宇野宗佑は神戸商業大学在学中に学徒出陣となり、シベリア抑留を経て帰国した後も大学には戻らず滋賀県県議から政治家の道を歩んだ。塩川正十郎も慶應義塾大学経済学部の学生として明治神宮外苑の壮行会から出征した（出征中に卒業扱いとなった）。早稲田大学第一商学部から陸軍特別操縦見習士官に志願した竹下登も戦後に卒業して故郷の島根県で県議となり、後に内閣総理大臣を務めた。竹下と宇野、それに明治大学専門部政治経済学科から1944年（昭和19年）に徴集され、戦後復学して卒業した村山富市の3人が、日本の内閣総理大臣になった学徒出陣経験者である。また、渡辺美智雄も東京商科大学を繰り上げ卒業し学徒出陣した。このほか、日本統治時代の台湾に生まれ、後に中華民国総統になった李登輝（日本名：岩里政男）も京都帝国大学在学中に学徒出陣している。
茶道裏千家の家元の家に生まれた千玄室は同志社大学法経学部経済学科在学中に徴兵を受け海軍で志願して特攻隊員となったが、出撃前に戦争が終結したために大学に復学し後に第15代家元を襲名した。千の居た部隊で生き残ったのは2人だけで、もう1人が俳優の西村晃だった（日本大学専門部芸術科）。
宇野や塩川は自分の戦争体験を（宇野はその後の抑留を含めて）著書や講演などで語った。一方、江橋は沈黙を守っていたが、学徒出陣式から67年後の当日になる2010年10月21日付の朝日新聞でインタビューに答え、2013年の同日には毎日新聞の取材にも応じた。毎日新聞のインタビュー記事では「僕だって生き残ろうとしたわけじゃない。でも『生還を期せず』なんて言いながら死ななかった人間は、黙り込む以外、ないじゃないか」と述べ、戦後に事実と異なる噂やデマによる中傷にも反論しなかった理由としながら、「自分が話すことが、何も言えずに亡くなった人の供養になる。最近そう思っている」として、自らの姿勢を変えたことを説明している。

## わだつみのこえ
死亡した学徒兵達の意思を後世に伝えるため1947年（昭和22年）には東京大学の戦没学徒兵の手記として『はるかなる山河に』、続く1949年（昭和24年）にはBC級戦犯処刑者を含む日本全国の戦没学徒兵の遺稿集として『きけ わだつみのこえ』が出版された。これは当時の政府により学業を中断させられて戦場に出征し軍隊の不条理や死の恐怖と直面した学徒兵の哲学思索、日本国家や民族への考察、未来の平和への願望などが綴られた文章をまとめたもので、平和を強く希求していた当時の日本人には強いメッセージとして受け入れられ、現在よりもはるかに劣悪な流通事情にもかかわらず約200万部を売り上げる当時の大ベストセラーとなった。また1950年（昭和25年）にはこの本の最初の映画化が実現し、最新では1995年（平成7年）にも再度映画となっている。
本書をきっかけに初映画化直後、日本戦没学生記念会が発足し現在に至るまで運動を展開している。2006年（平成18年）12月1日には東京大学のキャンパスに近い東京都文京区本郷のマンション内に「わだつみのこえ記念館」を設立し、戦没学徒兵の遺品などを展示している。